# Manoir de Bot Pléven
Le manoir de Bot Pléven est un édifice situé à Saint-Aignan, en France.

## Localisation
Le manoir est situé sur le territoire de la commune de Saint-Aignan, au lieu-dit  , dans le département du Morbihan en région Bretagne.

## Description
Le manoir est dans une cour fermée, construit selon un plan en équerre, tour d'escalier dans l'angle. Le logis comporte un étage carré, il date de 1500. Les parties agricoles sont datées de 1712 et le cadran solaire date de 1764. Toit à longs pans ; noue ; pignon découvert ; croupe ; toit en pavillon. Escalier demi-hors-œuvre ; escalier à vis sans jour.

## Historique
Le manoir est inscrit à l'inventaire général du patrimoine culturel.